# Pachydactylus serval
Pachydactylus serval — вид геконоподібних ящірок родини геконових (Gekkonidae). Мешкає в Намібії.

## Поширення і екологія
Pachydactylus serval мешкають у внутрішніх районах на півдні Намібії, від Марієнталя до Кітмансхупа та на захід до Великого Уступа. Вони живуть в сухій савані, серед скельних виступів та на кам'янистих схилах. Ведуть нічний спосіб життя, вдень ховаються в тріщинах серед скель та під камінням, а вночі шукають їжу на поверхні землі та на вертикальних скелях. Зустрічаються на висоті від 1000 до 1500 м над рівнем моря.